# Кретиен дьо Троа
Кретиен дьо Троа (на френски: Chrétien de Troyes) е френски средновековен писател, смятан за първия голям френски автор на рицарски романи. Поставя началото на т.нар. куртоазна литература във Франция.
Той е една от най-тайнствените личности в историята на световната литература. Влиза като придворен в обкръжението на Мари дьо Шампан и на Филип Елзаски – граф на Фландрия, на когото посвещава творбата си „Персевал“. Неговите основни произведения са „Ерек и Енида“, „Клижес“, „Ланселот, Рицарят на каруцата“, „Ивен, Рицарят на лъва“, които вероятно са писани едновременно и „Персевал, рицарят на Свещения Граал“. Последната му творба („Персевал“) остава незавършена. Посветена е на Филип I Елзалски, графът на Фландрия, към когото Кретиен навярно е бил привързан в късните си години. Кретиен успява да завърши само 9000 стиха, но по-късни автори добавят още 54 000. По сходен начин, последните 1000 стиха от „Ланселот“ са дописани от Годфроа дьо Лени, навярно по нареждане на Кретиен. Що се отнася до „Персевал“, един от последователите на автора твърди, че смъртта на автора била причината творбата да не бъде завършена.

## Биография
Много малко информация, свързана с неговия живот, е достигнала до нас. Всичко, което знаем, е, че неговото име се свързва със списък от няколко произведения. Известни са ни и двете времеви граници – раждането и смъртта му, между които той създава своите романи. Точните години на раждането му и на смъртта му не са известни. Съществуват само предположения. За годината на раждането му се смята, че е в периода между 1130 и 1140 година, в заможно буржоазно семейство в град Троа, област Шампан. Смята се, че добре е знаел латински език, защото е започнал литературната си дейност с преработка и превод на стихове от Овидий. Литературният му дебют е през 1160 г., когато превежда „Любовно изкуство“ и пасажи от „Метоморфози“ на Овидий. Не е известно кога е починал. Смята се, че това е било в периода между 1180 и 1190 г.

## Произведения
- „Ерек и Енида“ Написан между 1170 – 1183 г. Това е най-ранният от запазилите се рицарски романи за крал Артур и рицарите на Кръглата маса. Това е история за трудната, но възможна хармония между любовта, брака и рицарското приключение. За пръв път тези три сфери на човешкия опит биват обвързани в обща фабула. В жесток бой младият рицар Ерек завоювал ръката и сърцето на прекрасната Енида. Но скоро чул обвинения, че е потънал в семейното щастие и е забравил за своя дълг да върши рицарски подвизи. Обиденият Ерек поел на път и извършил множество героични дела. В края на пътешествието си героят научил за смъртта на баща си, върнал се вкъщи и получил короната от ръцете на крал Артур.
- „Клижес" Написан между 1176 -1187 г.. Това е вторият роман на Дьо Троа. Той се различава от останалите романи на писателя в сюжетно-тематично отношение: в него има много топографска достоверност, действието се развива на различни места в средновековна Европа – Константинопол, Лондон, Кентърбъри, Кьолн, Рим и др. Това дава основание на някои френски изследователи да причислят „Клижес“ към „реалистичното“ направление в рицарския роман. На твърде голяма популярност се радва предположението, че Кретиен е замислил и написал „Клижес“ като своеобразна полемика със създадения по същото време „Роман за Тристан“ от Томас. Чрез брака между византийския император Александър и сестрата на рицаря Говен Сордамора в „Клижес“ са свързани Изтокът и Западът. И „Роман за Тристан“ започва с предисторията на героя, т.е. с брака на неговите родители.
- „Ланселот, рицарят на каруцата“. Създаден около 1177 – 1181 г. по поръка на Мария Шампанска, поставя началото на т.нар. куртоазна литература във Франция. Сюжетната завръзка е неочакваното изчезване на кралица Гуиневер и натоварването на най-достойните рицари Ланселот и Гауейн с нейното издирване. В обкръжението на крал Артур тук – за първи път в европейската литература – се появява образът на великия рицар Ланселот. Сюжетът разказва за похищението на кралица Гуиневир и за спасяването ѝ от храбрия Ланселот.
- „Ивиян или Рицаря с лъва“ („Ивейн или Рицаря с лъва“, „Ивен или Рицаря с лъва“) бил създаден между 1176 и 1181 г. Романът се смята най-доброто поетично произведение на дьо Троа. Темата на романа е противоречието между съпружеския дълг и рицарската доблест.
- „Персевал или разказ за Граала“ Написано между 1181 и 1190 г. Това е произведението, което поставя началото на всички романи и разкази за Свещения Граал, това е първообразът на мита. Това произведение се налага в европейската литература за повече от четири века, а именно до XVII в. От XIV в. нататък митът трайно се запазва в културно-художествено отношение в глобален аспект. Появяват се множество версии на вторичния литературен мит, който от своя страна е с келтски, гръко-римски и християнски корени.
- Има и други, по-малки, творби, не всяка от които може със сигурност да се твърди, че е дело на французина. „Филомела“ е единстнетата от четирите му поеми, базирани на овидийевата „Метаморфози“, която е оцеляла. Смята се и че Кретиен е автор на два къси любовни лирични шансона; но е малко вероятно авторството на рицарския роман „Guillaume d'Angleterre“ да е негово. Кретиен дьо Троа споменава своите разработки по Овидий във въведението на „Клижес“, където също добавя и за творчеството си за Крал Марк и Изолда, която навярно е свързана с легендата за Тристан и Изолда, въпреки че Тристан не е упоменат. Произведенияна на Дьо Троа са написани на старофренски, но има и следи от шампанския език, който е регионален диалект, специфичен за родното място на автора.

## Преводи на български
- Сугарев, Ат. Ерек и Енида. С.: Изток-запад, 2013.
- Сугарев, Ат. Клижес. С.: Колибри, 1995.
- Стефанов, Дим., Бъчваров, Ст., Маринов, Вал. Ланселот, Рицарят на каруцата. С.: Ариел, 1986.
- Сугарев, Ат. Ивен, Рицаря с лъва. С.: Изток-запад, 2013.
- Христов, Паисий. Персевал или Разказ за Граала. С.: УИ „Св. Климент Охридски“, 2011.